# Cmentarz ewangelicki w Myszakach
Cmentarz ewangelicki w Myszakach – cmentarz znajdujący się w leśnym zagajniku na południe od wsi Myszaki.
Do naszych czasów zachowało się tylko kilka zniszczonych nagrobków.